# Asger Hamerik
Asger Hamerik (eigenlijk: Asger Hammerich) (Frederiksberg, 8 april 1843 – aldaar, 13 juli 1923) was een Deens componist, muziekpedagoog en dirigent.

## Levensloop
Omdat zijn vader Peter Frederik Adolph Hammerich (1809-1877) hoogleraar theologie en kerkgeschiedenis was, zou hij eigenlijk ook theologie studeren. In zijn jonge jaren kreeg hij pianoles van Gottfred Matthison-Hansen. Daarbij bleek zijn muzikaal talent zo groot, dat hij in 1859 muziek kon gaan studeren bij zijn familielid Niels W. Gade en diens schoonvader J.P.E. Hartmann. In 1862 trok hij, op aanraden van Hans Christian Andersen, die een vriend van zijn ouders was, de wereld in. Hij ging naar Londen en vervolgens naar Berlijn, waar hij leerling van Hans von Bülow werd. Bij het uitbreken van de Tweede Duits-Deense Oorlog verliet hij Duitsland en vertrok naar Parijs. Zijn Duits klinkende familienaam Hammerich liet hij in Hamerik veranderen. Vanaf 1864 studeerde hij in Parijs bij Hector Berlioz. Hij was - naar eigen zeggen - diens enige leerling. Zij hadden een vriendschapsband, totdat Berlioz in 1869 stierf.
Na een uitgebreide reis door Europa werd hij in 1871 directeur van het Peabody Institute of the Johns Hopkins University in Baltimore (Maryland). Aldaar verbleef hij tot 1895. In 1890 had zijn mentor Gade hem beloofd dat hij directeur van Det Kongelige Danske Musikkonservatorium (DKDM) in Kopenhagen zou worden, maar door Gades overlijden kwam het er niet van. In 1898 verliet hij Baltimore en ging op een uitgebreide concertreis door Europa. In 1900 kwam hij naar Denemarken terug. Hij componeerde daarna weinig meer en nam nauwelijks deel aan het Deense muziekleven. Wel trad hij nog op als dirigent, o.a. van zijn eigen werk. Ook nam hij zitting in jury's van muziekconcoursen in heel Europa. Hij overleed op 80-jarige leeftijd.

## Familie
Hamerik trouwde in 1895 met de Amerikaanse pianiste en componiste Margaret Hamilton Williams (1867-1942). Hun zoon Ebbe Hamerik (1898-1951) was eveneens componist. Hun dochter Valdis Hamerik (1903-1995) was operazangeres.

## Stijl
Buiten Denemarken behoorde Hamerik, met Gade en de operacomponist August Enna, tot de bekendste componisten van zijn land (Carl Nielsen moest nog komen), maar in Denemarken zelf was hij niet zo bekend, omdat hij vooral in de Verenigde Staten werkte. Daar was hij een belangrijke figuur in het muziekleven. Als componist richtte hij zich vooral op orkestwerken: hij schreef zeven symfonieën, een jeugdwerk niet meegerekend. Als het niet door de titel aangegeven is (zie: Noordse suites) waren zijn werken meestal niet specifiek Deens, maar Frans georiënteerd, vooral op de stijl van Hector Berlioz. Diens visie van een idee-fixe, een thema dat in variaties alle delen van een cyclisch werk doortrekt, komt regelmatig voor in zijn werk, maar vooral in zijn symfonieën. Tijdens zijn studie in Parijs manifesteerde zich de invloed van Berlioz ook in enige zeer grote orkestraties, zoals de Hymne à la paix. Zijn latere werken vertonen enige verwantschap met die van César Franck en Paul Dukas, maar qua sfeer heeft Hameriks werk altijd een Scandinavisch karakter behouden. Het Requiem, de Zesde symfonie voor strijkorkest en de Zevende symfonie met mezzosopraan en koor worden tot zijn beste werken gerekend.

## Composities

### Orkest

#### Symfonieën
- 1860 Symfonie in c klein, op. 3 (verloren gegaan)
- 1879-1880 Symfonie nr. 1 "Symphonie poétique" in F groot, op. 29
  1. Allegro moderato ed espressivo
  2. Allegro marcato
  3. Andante con moto
  4. Allegro giusto
- 1882-1883 Symfonie nr. 2 "Symphonie tragique" in c klein, op. 32
  1. Grave - Allegro non troppo e patetico
  2. Andante penitente
  3. Allegro marcato
  4. Adagio - Allegro passionato - Allegro molto vivace
- 1883-1884 Symfonie nr. 3 "Symphonie lyrique" in E groot, op. 33
  1. Largo - Allegro molto vivace
  2. Allegro grazioso
  3. Andante sostenuto
  4. Allegro con spirito
- 1884-1889 Symfonie Nr. 4 "Symphonie majestueuse" in C groot, op. 35
  1. Largo - Allegro impetuoso
  2. Adagio espressivo
  3. Allegro moderato
  4. Maestoso e solenne
- 1889-1891 Symfonie nr. 5 "Symphonie sérieuse" in g klein, op. 36
  1. Largo - Allegro con fuoco
  2. Adagio non troppo
  3. Scherzo allegro
  4. Grave - Allegro
- 1897 Symfonie nr. 6 "Symphonie spirituelle" in G groot, voor strijkorkest, op. 38
  1. Allegro moderato
  2. Allegro molto vivace
  3. Andante sostenuto
  4. Allegro con spirito
- 1897-1906 Symfonie nr. 7 "Korsymfoni", voor mezzosopraan, gemengd koor en orkest, op. 40

#### Overig
- 1871-1872 Noordse suite nr. 1 in C groot, op. 22
- 1872 Noordse suite nr. 2 in g klein, op. 23
- 1873-1874 Noordse suite nr. 3 in a klein, op. 24
- 1875 Noordse suite nr. 4 in D groot, op. 25
- 1876 Noordse suite nr. 5 in A groot, op. 26
- 1879 Joodse trilogie, op. 19
- 1912 Volksliedvariaties over "Jeg gik mig ud en sommerdag" voor strijkorkest en harp, op. 41

### Harmonieorkest
- 1867 Hymne à la paix, voor groot harmonieorkest, gemengd koor, twee orgels en 12 harpen[2]

### Opera's
| Voltooid in | titel                       | aktes    | première     | libretto         |
| ----------- | --------------------------- | -------- | ------------ | ---------------- |
| 1863-1865   | Tovelille, op. 12           |          |              |                  |
| 1868        | Hjalmar og Ingeborg, op. 18 |          |              | Ludvig Josephson |
| 1870        | La vendetta, op. 20         | 5 scènes | 1870, Milaan | van de componist |
| 1871        | Den rejsende, op. 21        |          | 1871, Wenen  | van de componist |

### Vocale muziek

#### Geestelijk
- 1882 Christelijke trilogie, voor bariton, gemengd koor, orkest en orgel, op. 31
- 1886-1887 Requiem for alto, choir and orchestra, voor solist, gemengd koor en orkest, op. 34
- 1900 Ave Maria, voor mezzosopraan en orgel, op. 14

#### Wereldlijk
- Nocturne "Da giovine regina la luna maestosa", voor mezzosopraan en orkest
- Ballade Roland
- Erntetanz, voor vierstemmig vrouwenkoor en orkest, op. 37

### Kamermuziek
- 1858 Strijkkwartet in a klein (eendelig)
- 1862 Pianokwintet in c klein, op. 6
- 1878 Concert Romance, voor cello en piano (of orkest), op. 27

### Orgel
- 1905 Vier preludes, op. 39a

- Bibsys: 2042962
- Bibliothèque nationale de France: cb13941034h (data)
- CiNii: DA12856483
- Gemeinsame Normdatei: 116423749
- International Standard Name Identifier: 0000 0000 7364 7391
- Library of Congress Control Number: n87902023
- MusicBrainz: c6f0776f-dffc-409a-bbf1-82408697b9a2
- Nationale Bibliotheek van Tsjechië: xx0151369
- Nationale Bibliotheek van Israël: 987007596809905171
- Nationale Bibliotheek van Polen: a0000003584437
- Nederlandse Thesaurus van Auteursnamen: 269428542
- Istituto Centrale per il Catalogo Unico: MUSV032947
- SNAC: w6rj6cj5
- Trove: 1596357
- Virtual International Authority File: 24791687
- WorldCat: E39PBJj8KWrbbYDD7G7X44ryVC